# Angélique und der König
Angélique und der König (Originaltitel: Angélique et le roy) ist ein Spielfilm aus dem Jahr 1966 unter der Regie von Bernard Borderie in französisch-deutsch-italienischer Koproduktion. Der Film ist der dritte Teil der Filmreihe nach den Romanvorlagen Angélique von Anne Golon.

## Handlung
Angélique lebt mit ihrem Ehemann Philippe de Plessis-Bellieres am Hof von Versailles. Aber Philippe versucht ihr das Leben schwer zu machen, weil Angélique ihn zur Heirat gezwungen hat. Als sie endlich seine Liebe gewinnt, stirbt Philippe im Krieg von Flandern.
Der König findet Gefallen an der jungen Witwe und am Hofe geht das Gerücht um, dass Angélique die neue Favoritin des Königs sein könnte. Ludwig XIV. beauftragt Angélique als Vermittlerin beim persischen Botschafter und beschenkt sie mit Hofämtern. Dies entgeht der königlichen Mätresse, Madame de Montespan, nicht. Voller Neid versucht die Montespan mit Hilfe der Giftmischerin Voisin, Angélique aus dem Weg zu räumen. Da aber Angélique immer noch Kontakte zur Pariser Unterwelt hat, kann sie mit ihren Verbündeten die Machenschaften der Montespan verhindern.
Angélique will sich nicht dem König unterwerfen und hält ihm vor, dass er am Tod ihres ersten Ehemanns, Jeoffrey de Peyrac, schuldig sei. Ludwig XIV. eröffnet ihr, dass der Graf noch lebe, und Angélique schöpft neue Hoffnung. Eines Nachts erwacht Angélique aus dem Schlaf und sieht Jeoffrey vor ihrem Bett stehen. Dieser flüchtet vor ihr und verschwindet in der Dunkelheit. Er lässt eine vor Verzweiflung weinende Angélique zurück, die sich bald darauf aufmacht, seiner Spur zu folgen.

## Hintergrund
Anders als in der gleichnamigen Romanvorlage wird im Film Angélique und der König der Machtkampf zwischen Angélique und Philippe de Plessis-Bellieres weitgehend weggelassen. Der Film bezieht in seiner Handlung zahlreiche authentisch historische Persönlichkeiten, darunter Madame de Montespan, Ludwig XIV., La Voisin, Claude de Vin des Œillets und Jean-Baptiste Colbert, sowie die Giftaffäre, eine Serie von Giftmorden während der Regierungszeit Ludwig XIV., mit ein.
Die Kostüme wurden von Rosine Delamare entworfen, die Ausstattung stammt von Robert Giordani. Der Film kam am 4. Februar 1966 in die französischen Kinos.
Nach einer Veröffentlichung auf VHS-Video sind die Filme der Angélique-Reihe seit 2007 in der französischen Originalversion und seit 2012 auch in einer fünfteiligen DVD/Blu-Ray-Box auf Deutsch erhältlich.
2013 entstand unter dem Titel Angélique eine Neuverfilmung, die auf den ersten vier Bänden der Neuveröffentlichung von 2008 basiert.

## Kritik
„Auf Schauwirkung bedachte Fortsetzung der Angelique-Serie in der üblichen Mischung aus pseudo-historischem Bilderbuch und Erotik.“

„Die Mischung aus Sentimentalität, Brutalität und autoritärem Denken läßt den Film für Jugendliche und Erwachsene ohne Empfehlung bleiben.“

## Auszeichnungen
- 1968: Goldene Leinwand